# Palicourea virens
Palicourea virens là một loài thực vật có hoa trong họ Thiến thảo. Loài này được (Poepp.) Standl. mô tả khoa học đầu tiên năm 1936.